# گوستاوو آسانسائو
گوستاوو آسانسائو (انگلیسی: Gustavo Assunção؛ زادهٔ ۳۰ مارس ۲۰۰۰) بازیکن فوتبال اهل برزیل است.
از باشگاه‌هایی که در آن بازی کرده‌است می‌توان به باشگاه فوتبال سائو پائولو اشاره کرد.
وی همچنین در تیم‌های ملی فوتبال زیر ۱۷ سال برزیل و زیر ۲۳ سال برزیل بازی کرده‌است.

## دوران حرفه‌ای

### باشگاهی

#### فامالیکاو
در ۱ ژوئیه ۲۰۱۹، آسانسائو اولین قرارداد حرفه‌ای خود را با فامالیکائو امضا کرد. آسونسائو اولین بازی حرفه ای خود را با فامالیکائو در باخت ۲-صفر در جام اتحادیه درمورخه ۳ اوت ۲۰۱۹ مقابل کوویلیا انجام داد.

#### گالاتاسرای
در ۸ سپتامبر ۲۰۲۱، اعلام شد که آسانسائو فامالیکاو را برای بازی در باشگاه ترکیه‌ای حاضر در سوپر لیگ فوتبال ترکیه، گالاتاسرای به صورت قرضی و یک ساله ترک خواهد کرد. اما فامالیکائو، تنها بعد از دو بازی آسانسائو را از باشگاه ترکیه‌ای، مجدداً فراخواند و او را به باشگاه خود بازگرداند.

### تیم ملی
وی در سال ۲۰۱۶، به تیم ملی فوتبال زیر ۱۷ سال برزیل دعوت شد و برای این کشور بازی کرد. این دعوت رده‌های سنی بالاتر مجدداً تکرار شد.

## زندگی شخصی
آسانسائو پسر پائولو آسانسائو، فوتبالیست بازنشسته برزیلی است. پدربزرگ مادری او در پومبال پرتغال به دنیا آمد و از طریق او آسانسائو تابعیت پرتغالی را دارد.با توجه به آن‌که دوران جوانی خود را در اتلتیکو مادرید و اسپانیا گذراند، علاوه‌بر پرتغال و برزیل، وی پاسپورت کشور اسپانیا را نیز دارد و می‌تواند برای تیم ملی بزرگسالان هر سه کشور بازی کند.